# Copecrypta nitens
Copecrypta nitens är en tvåvingeart som först beskrevs av Christian Rudolph Wilhelm Wiedemann 1830.  Copecrypta nitens ingår i släktet Copecrypta och familjen parasitflugor. Inga underarter finns listade i Catalogue of Life.